# Sarai-ya Goyou
Sarai-ya Goyou (さらい屋五葉?) es una serie de manga japonesa escrita e ilustrada por Natsume Ono. Fue serializado en la revista de manga seinen Monthly Ikki de Shōgakukan desde noviembre de 2005 hasta julio de 2010, con sus capítulos publicados en ocho volúmenes tankōbon bajo el sello Ikki Comix. Tiene licencia para distribución en Norteamérica de Viz Media.
El manga fue adaptado a una serie de televisión de anime de doce episodios, producida por Manglobe y escrita y dirigida por Tomomi Mochizuki, que se emitió en el bloque de programación Noitamina de Fuji TV de abril a julio de 2010. Funimation lo transmitió en línea como parte de un acuerdo internacional con Fuji TV les permite transmitir simultáneamente series del bloque noitaminA. NIS America obtuvo la licencia de la serie para su lanzamiento en video doméstico en Norteamérica en 2012. La licencia expiró sin planes de renovación en 2017. En 2022, RetroCrush comenzó a transmitir el anime en línea con subtítulos en inglés.

## Sinopsis
Ambientada durante el período Edo de Japón, House of Five Leaves sigue a Masanosuke Akitsu, un rōnin (samurai errante) y un hábil espadachín, cuya personalidad tímida a menudo hace que sus empleadores lo despidan. Un día, se encuentra con Yaichi, el carismático líder de un grupo de bandidos que se hacen llamar las Cinco Hojas, y le ofrecen un trabajo como su guardaespaldas. Aunque está preocupado por sus intenciones, Masanosuke está intrigado por el grupo y acepta trabajar con ellos.

## Personajes
Masanosuke (Masa) Akitsu (秋津政之助 Akitsu Masanosuke?)
 Seiyū: Daisuke Namikawa
Yaichi (Ichi) (弥一?)
 Seiyū: Takahiro Sakurai (adulto); Keiko Nemoto (niño)
Matsukichi (Matsu) (松吉?)
 Seiyū: Yūya Uchida
Umezō (Ume) (梅造?)
 Seiyū: Masaya Takatsuka
Otake (おたけ?)
 Seiyū: Fuyuka Oura

## Contenido de la obra

### Manga
El manga fue escrito e ilustrado por Natsume Ono, Sarai-ya Goyou fue serializado en la revista de manga seinen Monthly Ikki de Shōgakukan del 25 de noviembre de 2005 al 24 de julio de 2010. Los capítulos individuales fueron recopilados y publicados en ocho volúmenes de tankōbon bajo el sello Ikki Comix de Shogakukan desde 28 de julio de 2006 al 30 de septiembre de 2010.
El manga tiene licencia de distribución en Norteamérica de Viz Media. Se lanzó por primera vez en una versión digital en inglés de la revista Ikki y luego se publicó en ocho volúmenes impresos bajo el sello Viz Signature (o SigIkki) del 21 de septiembre de 2010 al 18 de septiembre de 2012. La serie también tiene licencia en Taiwán por Taiwan Tohan Co. y en Francia por Kana.

### Anime
La adaptación al anime de Sarai-ya Goyou fue producida por Manglobe y escrita y dirigida por Tomomi Mochizuki. La banda sonora musical del programa fue compuesta por Kayo Konishi y Yukio Kondō, mientras que el tema de apertura "Sign of Love" fue interpretado por immi, y el tema final "All I Need Is..." fue interpretado por Rake. La serie se emitió en el bloque de programación noitaminA de Fuji TV en Japón del 15 de abril al 1 de julio de 2010, con un total de doce episodios. El 16 de abril de 2010, el productor de noitaminA, Kōji Yamamoto, se disculpó con el personal del anime a través de su cuenta de Twitter por el bajo rating televisivo del primer episodio del 1,5%, un tercio de lo que ganan muchas series del bloque noitaminA. El anime fue distribuido en seis juegos de DVD en Japón por Media Factory, con el primer juego de DVD lanzado el 23 de julio de 2010 y el último juego de DVD lanzado el 22 de diciembre de 2010.
Sarai-ya Goyou obtuvo la licencia para transmisión en Norteamérica de Funimation como parte de un acuerdo con Fuji TV que les permite transmitir simultáneamente series del bloque noitaminA. Los episodios se estrenaron en el sitio web de Funimation una hora después de la transmisión japonesa inicial. Posteriormente se subieron a Hulu y YouTube. NIS America obtuvo la licencia de la serie para su lanzamiento en video doméstico en Norteamérica, con un conjunto de DVD premium lanzado el 6 de marzo de 2012 y un conjunto de DVD estándar lanzado el 12 de marzo de 2013. La licencia expiró y no hay planes de renovación en 2017. El anime también obtuvo la licencia para su lanzamiento en vídeo doméstico en el Reino Unido por Beez Entertainment y en Australia y Nueva Zelanda por Siren Visual. 
En 2022, el servicio RetroCrush de Digital Media Rights comenzó a transmitir el anime en línea con subtítulos en inglés.